# Pohár Thayera Tutta
Pohár Thayera Tutta (anglicky Thayer Tutt Cup) byla soutěž reprezentačních družstev konaná v roce olympiády pro země, které se nezúčastnily olympijského turnaje. Soutěž byla pojmenovaná po předsedovi Amerického hokejového svazu a místopředsedovi IIHF Thayeru Tuttovi, který pro vítěze věnoval pohár.
Uskutečnily se tři ročníky 1980, 1984 a 1988. Od roku 1992, kdy se začalo znovu v olympijském roce pořádat mistrovství světa, soutěž zanikla.

## Přehled pořadatelských zemí a medailistů
| Rok  | Pořádající země | Zlato     | Stříbro   | Bronz      |
| ---- | --------------- | --------- | --------- | ---------- |
| 1980 | Jugoslávie      | Švýcarsko | NDR       | Jugoslávie |
| 1984 | Francie         | NDR       | Švýcarsko | Rumunsko   |
| 1988 | Nizozemsko      | Itálie    | Japonsko  | Nizozemsko |